# Huexoteno
Huexoteno är en ort i Mexiko.   Den ligger i kommunen Atempan och delstaten Puebla, i den sydöstra delen av landet, 180 km öster om huvudstaden Mexico City. Huexoteno ligger 2 005 meter över havet och antalet invånare är 425.
Terrängen runt Huexoteno är lite bergig, och sluttar norrut. Runt Huexoteno är det ganska tätbefolkat, med 179 invånare per kvadratkilometer. Närmaste större samhälle är Teziutlan, 8,2 km öster om Huexoteno. I omgivningarna runt Huexoteno växer huvudsakligen savannskog.